# Alexandrine Bjerge
Alexandrine Bjerge är en bergskedja i Grönland (Kungariket Danmark). Den ligger i den norra delen av Grönland, 2 100 km nordost om huvudstaden Nuuk.